# Пивна Канада
Пивна Канада (англ. Beer Canada) — торгово-промислова асоціація, що репрезентує виробників пива Канади. Заявлена місія організації полягає в «забезпеченні зваженого керівництва і стратегічної спрямованісті броварства, сприяння комерційному успіху пивоварів Канади». Організація об'єднує броварні, що покривають 90% внутрішнього пивного ринку країни.